# Cheroscorpaena tridactyla
Cheroscorpaena
Genre
Espèce
Cheroscorpaena tridactyla, unique représentant du genre Cheroscorpaena, est une espèce de poissons marins de la famille des Apistidae.

## Répartition
Ce poisson est une espèce des récifs coralliens qui se rencontre dans le golfe de Papouasie.

## Description
Dans sa description de 1964, Gerlof Mees indique que les sept spécimens en sa possession mesuraient entre 103 et 132 mm de longueur totale et de 78 à 105 mm de longueur standard (soit queue non comprise).

## Classification
Le genre Cheroscorpaena et l'espèce Cheroscorpaena tridactyla ont été décrits en 1964 par l'ichtyologiste néerlandais Gerlof Mees (1926-2013),.

## Étymologie
Le nom générique, Cheroscorpaena, est la combinaison du grec ancien χείρός, kheírós), « main », ce qui fait allusion à ses nageoires pectorales constituées de neuf rayons connectés par une membrane, suivis verticalement par trois rayons libres de longueur égale, et de scorpaena, « scorpion » à l'origine en référence à la famille des 
Scorpaenidae où cette espèce a été classée initialement. Désormais cette espèce est classée dans les Apistidae, famille qui fait partie également du sous-ordre des Scorpaenoidei.
Son épithète spécifique, tridactyla, du latin tri, « trois », et dactyla, « doigt », fait référence aux trois rayons libres de ses nageoires pectorales.

## Publication originale
- (en) G. F. Mees, « A new fish of the family Scorpaenidae from New Guinea », Zoologische Mededelingen, NBC, vol. 40, no 1,‎ 1964, p. 1-4 (ISSN 0024-0672 et 1876-2174, OCLC 212304577, lire en ligne).